# Reon
Reon est un peintre et un sculpteur tchèque né à Prague le 21 juillet 1948. Au fil des ans, cet artiste s’est fait connaître par un univers pictural onirique très particulier où se mêlent inspirations gothique, contes et légendes et New Age.
Au-delà de l’originalité de son œuvre, Reon est également un personnage excentrique, haut en couleur, auquel sa haute taille et une longue barbe confèrent un indéniable charisme. Fils d’un metteur en scène de théâtre, il a gardé de son enfance le goût du déguisement. Aujourd’hui encore, il apparaît au public vêtu d’un lourd manteau de velours et d’un grand chapeau.

## Biographie
En raison du contexte politique hostile aux artistes hors-catégories tels que lui, Reon est contraint de quitter la Tchécoslovaquie en 1968, alors devenue satellite du « grand frère » soviétique. Après un périple en Suisse et en Italie, il choisit la France pour terre d’accueil. D’abord attiré par les côtes bretonnes, sur les traces de Gauguin, c’est plus précisément en mai 1971 qu’il s’installe en plein cœur de la forêt de Quénécan qui lui rappelle les forêts de sa Bohême natale. Le comte du Pontavice, propriétaire des lieux, lui offre l’hospitalité et lui propose de s’établir dans l’une des maisons abandonnées du domaine. Plusieurs bâtisses s’offraient au peintre mais c’est dans la 
plus délabrée et la plus en ruine qu’il trouva le cadre correspondant à sa créativité. Il y séjournera près de 25 ans, jusqu’à ce qu’il décide de retourner vivre à Prague, en 1995.

### Les années en Bretagne (1971 – 1995)
De ruine abandonnée aux murs d’ardoises, Reon métamorphose la maison bretonne en galerie d’exposition. Il voyage également beaucoup. Entre 1971 et 1988, Reon donne des expositions dans le monde entier, récoltant plusieurs récompenses. À l’occasion de son quarantième anniversaire il démarre un nouveau projet : il construit un monde fantasmagorique, sorte de « grotte magique », qu’il baptise Argondia, où il exposera ses tableaux jusqu’à son retour à Prague, en 1995.
L’accès à ce site reculé est semé d’ornières et de nids de poules. Des panonceaux affichant "Exporeonisition" montrent la direction aux touristes pour venir voir sa grotte.
Le chemin débouche sur une clairière où deux colosses de plâtre blanc surveillent l’entrée. Toute une mise en scène s’y trouve déployée au service de l’imaginaire.
La grotte s’ouvre par une imposante porte en ogive surmontée d’une tête de diable. Des notes de musique celtique contribuent à l’ambiance et marquent une transition invisible entre le réel et l’imaginaire. Entre stalagmites et stalactites en plâtre spécial dur comme du béton, les toiles d’araignées synthétiques (en chryldé) et le lierre naturel prolifèrent. Des spots lumineux judicieusement masqués mettent en valeur, entre ombre et lumière, les œuvres de l’artiste. 
Ce monde féerique peut être diversement perçu/reçu. Il intrigue, révulse ou fascine, mais laisse rarement le visiteur indifférent. 
Ses nombreuses expositions à l’étranger lui permettent de faire connaître sa galerie. Le petit bourg de Sainte-Brigitte, dont elle dépend, connut alors une renommée internationale et attira un flot de touriste.
En novembre 1991, ce décor fut victime d’un incendie qui détruisit la galerie ainsi qu’une partie de la maison d’habitation de Reon. Celui-ci se réfugia en Suisse le temps de passer l’hiver. Dès les premiers jours du printemps, ils se remet au travail et reconstruit la grotte. Restaurée juste à temps pour accueillir les touristes de l’été 1992 et ce, jusqu’au terme du séjour en France de l’artiste, elle portera le nom de Maison du Phoenix.

### Le retour au pays (1995 – 2007)
1993 est le début d’une nouvelle ère pour Reon puisque son pays d’origine, la République tchèque, s’ouvre de nouveau au monde et il peut rendre visite à ses parents. Son retour sur sa terre natale sera pour lui une révélation à l’occasion d’une exposition à Prague au Karolinum. Le succès de cette exposition praguoise le convainc d’un retour au pays et c’est dans une rue en prolongement du Pont Charles, qu’il construit une nouvelle « grotte magique », dans une ancienne boulangerie. Durant quelques mois il jongle entre ses deux galeries situées à 1 500 kilomètres l’une de l’autre. À une telle distance, il lui est difficile d’en assurer la gestion et il décide, non sans regret, de fermer La « Maison du Phœnix ». 
Ses nouvelles occupations au sein de la communauté artistique Pragoise atténuent quelque peu le déchirement qu’il éprouve d’avoir trahi la Bretagne et abandonné ceux qui l’avaient accueilli.
À l’heure actuelle, Reon réside toujours à Prague où il a ouvert, en avril 2005, une nouvelle Galerie sur la Colline de Pétrin. Entourée d’arbres et de nature comme à Quénécan, sa villa atelier-galerie accueille ses visiteurs sur trois niveaux. Un escalier en colimaçon permet de gravir les étages. À même le sol, sur chevalet, aux murs, aux portes, tous les espaces présentent des peintures ou des sculptures. Pour que les visiteurs puissent apprécier tranquillement le travail de l’artiste, des canapés et des fauteuils sont mis à leur disposition ainsi qu’une table où des verres et des boissons gratuites les attendent..
Toutefois l’entrée de la grotte est payante car il s'agit d'un musée privé.
Le visiteur est aussi accompagné dans sa visite par de la musique celtique, type Enya, Stone Age, Loreena Mc Kennitt…

## Son œuvre
Dépeignant quasiment tous un monde imaginaire nocturne et souterrain (parfois même sous-marin), ses tableaux figurent généralement des paysages fantasmagoriques peuplés d’arbres tordus, de créatures étranges, gargouilles, trolls, animaux mythiques, satyres biscornus et de femmes nues filiformes aux seins durs. Cet ensemble représente probablement le versant gothique de son inspiration.
On y trouve aussi souvent des verreries, du cristal de Bohême
Paradoxalement, des fonds de lumière de couleurs vives (bleu, vert, jaune ou rouge) apportent une touche new age à cet ensemble féerique.
Pareillement, ses sculptures et la décoration de ses grottes et de ses ateliers sont tous empreints de la même esthétique.

### Ses galeries

#### EnFrance
- Galerie no 1 « Le Moulin du Corbeau » (1988 à 1991) ; détruite par un incendie en 1991.
- Galerie no 2 "La Maison du Phoenix" (1992 - 1996) ;

L’ensemble forme "la légende d’Argondia", son pays imaginaire.
Fermeture en 1996 en raison de son installation définitive à Prague.

#### EnRépublique tchèque
- sa galerie actuelle "La Légende d'Argondia" en exposition permanente, à Prague depuis 1996

### Ses expositions
- 1969 "Arlecchino", Luceme, Suisse
- 1970 Galerie de Monte Carlo, Monaco
- 1970 Galerie de Monte Carlo, Charleroi, Belgique
- 1970 Galerie de I'Abbaye, Bruxelles
- 1970 Galerie "Otto Gilli", Luceme, Suisse
- 1971 Galerie "Roquebrune", Menton, France
- 1971 Exposition en Chutz, Solothum, Suisse
- 1972 Galerie Am Platz, Eglisau, Suisse
- 1973 Galerie zum Ottenweg, Zurich, Suisse
- 1973 Galerie'Waag", Zurzach, Suisse
- 1973 "La Cohue", Vannes, France
- 1974 Galerie "La Vela", Berne, Suisse
- 1974 Galerie "Krause", Pfäffikon, Suisse
- 1975 Galerie "City West", Berne, Suisse
- 1975 Galerie "Lecoque", Los Angeles, États-Unis
- 1976 Galerie "Universum" Lugano, Suisse
- 1978 Galerie "Giiffe" Lorient, France
- 1979 Maison de la Culture, Tours, France
- 1980 Galerie "Le Bonhomme" Pontivy, France
- 1980 Galerie "Hall du Tableau", Mont-de-Marsan, France
- 1980 Résidence "Golf Stream", Belle-Isle, France
- 1980 Hôtel Sofitel, Quiberon, France
- 1981 Exposition Festival du cinéma fantastique, Avoriaz, France
- 1981 Galerie "Gliffon d'Or", Lorient, France
- 1982 Galerie "Flore", Saint-Brieuc, France
- 1982 Manoir "Ar Milin", Chateaubourg, France
- 1983 Galerie "N" Zurich, Suisse
- 1983 "Arthenn", Festival national d'art fantastique, 1 prix
- 1983 Galerie "Jean Macé", Brest, France
- 1984 Galerie "Tantra", Interlaken ach", "Grotte Magique d'Argondia", Moulin du Phénix (maison d'artiste)
- 1985 Galerie "Flora", Weggis, Suisse
- 1985 Centre International d'arts Contemporain (Médaille d'argent Arts-Sciences-Lettres), Paris, France
- 1986 Château des Rohan, Pontivy, France
- 1986 Manoir du Moustoir, Saint-Evarzec, France
- 1986 Galerie "Talisman", Pont-Aven, France
- 1986 "Le Temple", Rennes, France
- 1986 Galerie de I'Abbaye, Gouarec, France
- 1987 11e Salon de la peinture fantastique Jules Verne, Nantes, France (Prix du public)
- 1987 Rotapfel Galerie, Zurich, Suisse
- 1987 15e Salon International de Revin, Prix spécial du Jury
- 1987 Tournage du film "Argondia", réalisé par Maiian Sloboda, diffusion le 4 avril par le satellite de la T.V. allemande
- 1987 Halle Keranguen, Vannes, France
- 1988 Exposition permanente
- 1988 Rétrospective au Centre International d'Arts Contemporain, Revin, Médaille d'or d'Honneur
- 1988 Palais des Arts, Vannes, rétrospective à l'occasion du Festival du Cinéma Fantastique
- 1988 Galerie "Corinne 7lnsit", Paris, France
- 1988 "Manoir de I'Aurore" Corlay, Exposition permanente pour plusieurs années
- 1988 12e Salon de la peinture fantastique, Jules Verne, Nantes, Prix du public
- 1989 Salon International de la peinture fantastique Jules Verne, Prix du public
- 1989 Grand Prix du Salon International, Saint-Quay-Portrieux
- 1989 Maison de la Culture, Pluvigner
- 1989 Médaille d´argent, Salon International de Nogent-sur-Oise
- 1989 L'invité d'honneur pour le Salon des Villes: Guingamp, Lamballe, Cerandec, France
- 1989 "Acropole", Rennes, France
- 1990 Médaille de Vermeil du "Mérite et Dévouement français", pour sa réalisation de la "Grotte Magique" ; cet endroit singulier, également apprécié par le "Guide de la France insolite"
- 1990 L'invité d'honneur de Salon de Plomordieu et Salon de la mer å Binic (Médaille d'or de la ville Binic)
- 1990 14e Salon International de la peinture fantastique Jules Veme, prix du public
- 1990 Salle de "Présidial" Quimperlé, France
- 1991 "Salon de la Mer", Médaille de la ville de Binic
- 1991 L'ouverture d'expositions permanentes pour plusieurs années chez "L'Antiquaire", Carnac Plage, France
- 1991 "Cercle Paul Bert", Rennes. Rétrospective des dernières années, France, France
- 1992 Baptême Spirituel de la Grotte Magique par un concert d'Alan Stivell
- 1993 Médaille d'or prix de Jules Verne, Nantes
- 1993 "Salon de la Mer", Médaille de la ville de Binic
- 1993 Tournage du film Grotte d'Argondia
- 1993 Château des Rohan, Pontivy, France
- 1993 "Palais "Karolinum" Prague, République tchèque